# Ротбах (приток Рейна)
Ротбах (нем. Rotbach) — река в Германии, протекает по земле Северный Рейн-Вестфалия. Правый приток Рейна. Площадь бассейна реки составляет 51,564 км². Длина реки — 21,9 км.
В верхнем течении река протекает по территории природного заповедника Grafenmuehle, а затем заповедников «Hiesfelder Wald» и «Kirchheller Heide», являясь границей между последними. Далее река пересекает территорию природного парка «Hohe Mark». При впадении в Рейн расположен замок на воде Хаус-Вонунг.